# Cristian Buturugă
Cristian Buturugă (n. 9 iulie 1979) este un impresar român, fost fotbalist, ce a jucat pe postul de portar.

## Cariera de portar
Cristian Buturugă și-a început cariera de fotbalist la echipa de tineret al clubului Steaua București.
În sezonul 2000-2001 Cristian Buturugă a jucat pentru FC Argeș Pitești. La data de 9 iunie 2001, după un meci cu Rapid București, acesta și coechipierul acestuia, Adrian Neaga au fost depistați pozitiv cu primobolam, un anabolizant folosit îndeosebi pentru dezvoltarea masei musculare. Pe 28 iunie o contraexpertiză a confirmat rezultatele primului test, dar Buturugă nu a mai fost suspendat deoarece un articol din regulament preciza că cei depistați pozitiv vor fi pedepsiți doar dacă se dovedește că au luat cu bună știință substante dopante. Buturugă și Neaga s-au considerat nevinovați și au acuzat oficiali clubului piteștean că le-au dat fără știința lor pastile anabolizantele. Această din urmă teorie fiind susținută și de Secretarul general al LPF, Valentin Alexandru și de impresarul Ioan Becali.
Pe parcursul sezonului 2003-2004 acesta a activat la clubul FC Zimbru Chișinău din Republica Moldova.

## Cariera de impresar
După ce s-a retras din activitate acesta a devenit impresar. Acesta a reușit în 2009 să îl transfere pe Denis Alibec de la Farul Constanța la Inter Milan. și a mai impresariat pe Fabian Himcinschi, Steliano Filip și Laurențiu Brănescu.

## Legături externe
- Dopatii fara vina. apropo.ro